# UFC Fight Night: Florian vs. Lauzon
 UFC Fight Night: Florian vs. Lauzon (conosciuto anche come UFC Fight Night 13), è stato un evento di arti marziali miste tenuto dalla Ultimate Fighting Championship il 2 aprile 2008 al Broomfield Event Center di Broomfield, negli Stati Uniti.

## Risultati
|                  | Divisione         |                     |                 |                   | Metodo                                  | Round           | Tempo           | Premio          |
| Card Principale  | Card Principale   | Card Principale     | Card Principale | Card Principale   | Card Principale                         | Card Principale | Card Principale | Card Principale |
| ---------------- | ----------------- | ------------------- | --------------- | ----------------- | --------------------------------------- | --------------- | --------------- | --------------- |
|                  | Pesi leggeri      | Kenny Florian       | batte           | Joe Lauzon        | KO tecnico (pugni)                      | 2               | 3:28            | FOTN            |
|                  | Pesi leggeri      | Gray Maynard        | batte           | Frankie Edgar     | Decisione unanime (30–27, 30-27, 30–27) | 3               | 5:00            |                 |
|                  | Pesi welter       | Thiago Alves        | batte           | Karo Parisyan     | KO tecnico (pugni)                      | 2               | 0:34            |                 |
|                  | Pesi mediomassimi | Matt Hamill         | batte           | Tim Boetsch       | KO tecnico (pugni)                      | 2               | 1:25            |                 |
|                  | Pesi leggeri      | Nate Diaz           | batte           | Kurt Pellegrino   | Sottomissione (triangolo)               | 2               | 3:06            | SOTN            |
|                  | Pesi mediomassimi | James Irvin         | batte           | Houston Alexander | KO tecnico (superman punch e pugni)     | 1               | 0:08            | KOTN            |
| Card Preliminare |                   |                     |                 |                   |                                         |                 |                 |                 |
|                  | Pesi leggeri      | Josh Neer           | batte           | Din Thomas        | Decisione unanime (30–27, 30–27, 30–27) | 3               | 5:00            |                 |
|                  | Pesi leggeri      | Marcus Aurélio      | batte           | Ryan Roberts      | Sottomissione (armbar)                  | 1               | 0:16            |                 |
|                  | Pesi leggeri      | Manvel Gamburyan    | batte           | Jeff Cox          | Sottomissione (ghigliottina)            | 1               | 1:41            |                 |
|                  | Pesi leggeri      | Clay Guida          | batte           | Samy Schiavo      | KO tecnico (pugni)                      | 1               | 4:15            |                 |
|                  | Pesi welter       | George Sotiropoulos | batte           | Roman Mitichyan   | KO tecnico (pugni)                      | 2               | 2:24            |                 |
|                  | Pesi welter       | Anthony Johnson     | batte           | Tom Speer         | KO (pugni)                              | 1               | 0:51            |                 |

## Premi
I lottatori premiati ricevettero un bonus di 20.000 dollari.
Legenda:
- FOTN: Fight of the Night (vengono premiati entrambi gli atleti per il miglior incontro dell'evento)
- KOTN: Knockout of the Night (viene premiato il vincitore per il migliore knockout dell'evento)
- SOTN: Submission of the Night (viene premiato il vincitore per la migliore sottomissione dell'evento)